# 卡沃扎沃尔
卡沃扎沃尔（Khawzawl），是印度米佐拉姆邦Champhai县的一个城镇。总人口9286（2001年）。

## 人口
该地2001年总人口9286人，其中男性4692人，女性4594人；0—6岁人口1529人，其中男766人，女763人；识字率78.03%，其中男性为79.67%，女性为76.36%。